# Fausto Luis Momente Silva
Fausto Luis Momente Silva, mais conhecido como Fausto (Mirandópolis, 12 de dezembro de 1980) é um ex-futebolista brasileiro que atuava como atacante. Fausto jogou no brasil e no exterior, porém ficou famoso jogando pelo Linense no ano de 2010, quando foi eleito o artilheiro do Brasil.

## Aposentadoria
Sua última partida oficial pelo [[Clube_Atlético_Linense|Linense] foi em 7 de junho de 2014. Ganhou a fama de "artilheiro do Brasil", quando marcou 24 gols em 25 jogos pelo Linense, sendo o jogador que mais fez gols nos estaduais em 2010. Jogou 205 jogos oficiais com a camisa do Elefante e marcou 131 gols.

### Títulos
Linense
- Campeonato Paulista de Futebol - Série A2: 2010

### Artilharias
- Campeonato Paulista de Futebol - Série A2: 2010 - 24 gols[1]
- Campeonato Paulista de Futebol de 2008 - Série A3: 2008 - 25 gols